# 高秀珊
高秀珊（英語：Susan Elizabeth Close）現任南澳州眾議局議員，2012年起代表工黨贏得阿德萊德港選區補選。自2014年5月至2018年3月期間，獲邀加入內閣，出任教育及兒童培育司、高等教育及技能司等職位。2022年工黨再度當選上臺，身為副黨魁的她隨即兼任副州長，以及工業及科技司、國防及太空工業司和氣候、能源及水資源司。

## 背景
高秀珊在弗林德斯大学取得政治學博士學位，畢業後擔任公務員，參選議員前曾出任環境自然資源署署長。

## 議員生涯
代表工黨的高秀珊在2012年南澳州選舉出戰阿德萊德選區，第一輪投票中獲得42.3%得票率，在第二輪中以52.9%贏得選舉。2014年，時任州長霍理基辭職，提早舉行大選。高秀珊在南澳州選舉，以60%得票率成功連任。同年高秀珊獲邀加入內閣，曾出任製造創新及貿易司（後為製造及創新司）、公營機構司、汽車業轉型司、教育及兒童培育司等司級官員職位，直至2018年3月21日政黨輪替。下野後，她當選工黨南澳支部副領袖。

### 過去官職
高秀珊在工黨執政期間，曾出任以下職位：
- 2013年2月7日－2014年3月26日：公營機構司議會助理
- 2014年3月26日－2018年3月21日：內閣議員
  - 2014年3月26日－2015年2月3日：製造創新及貿易司（2014年5月27日後為製造及創新司）
  - 2014年5月27日－2015年2月3日：汽車業轉型司
  - 2014年3月26日－2016年1月19日：公營機構司
  - 2015年2月3日－2018年3月21日：教育及兒童培育司
  - 2016年1月19日－2018年3月21日：高等教育及技能司

## 外部連結
- 南澳州議會：履歷 （页面存档备份，存于）
- 工黨：履歷 （页面存档备份，存于）

Template:SACurrentMHAs